# Gerti Kammerzell
Gertrud Juliane „Gerti“ Kammerzell (auch Gertie Kammerzell; * 21. Juli 1916 in Wien; † 5. Dezember 1973 ebenda) war eine österreichisch-deutsche Schauspielerin.

## Leben und Wirken
Die Tochter des Privatbeamten Heinrich Kammerzell und seiner Frau Hermine, geb. Macht, sammelte bereits seit ihrem 4. Lebensjahr erste Bühnenerfahrungen. Nach dem Besuch einer Handelsschule nahm sie Schauspielunterricht bei Rolf Jahn und Maria Mayen und absolvierte die Elevenschule des Deutschen Volkstheaters. Von dort wurde sie ans Schauspielhaus Zürich engagiert. Weitere Stationen waren das Wiener Akademietheater, das Stadttheater Marburg an der Drau sowie in der Spielzeit 1942/43 das Deutsche Theater in Lille.
Im Jahr 1937 trat Gerti Kammerzell in dem Fernsehspiel Nachts ging das Telefon des seinerzeit weltweit ersten regulären Fernsehprogramms des Fernsehsenders Paul Nipkow auf, der auch als Deutscher Fernseh-Rundfunk firmierte. Ab diesem Jahr wirkte sie mit kleinen Rollen zudem auch in Filmproduktionen mit. Darunter befanden sich 1940 der Spielfilm Bal paré von Karl Ritter mit Ilse Werner, Hannes Stelzer und Paul Hartmann sowie Aus erster Ehe unter der Regie von Paul Verhoeven mit Franziska Kinz, Ferdinand Marian und Maria Landrock. 1941 war sie in dem nationalsozialistischen Propagandafilm Blutsbrüderschaft zu sehen, der heute in Deutschland als Vorbehaltsfilm nur unter strengen Voraussetzungen aufgeführt werden kann.
Von 1936 bis zur Scheidung 1944 war Gerti Kammerzell mit dem Rundfunksprecher Christian Rau (1904–1969) verheiratet. Nach Kriegsende lebte sie wieder in ihrer Heimatstadt Wien, wo sie den ungarischen Importkaufmann Paul Ferenczi ehelichte und sich ins Privatleben zurückzog. Ihre letzte Ehe ging sie 1966 mit Franz Dorner ein. Sie starb 1973 im Psychiatrischen Krankenhaus Baumgartner Höhe und wurde auf dem Wiener Südwestfriedhof beigesetzt.

## Filmografie
- 1937: Nachts ging das Telefon (Fernsehspiel des Fernsehsenders Paul Nipkow)
- 1937: Die ganz großen Torheiten
- 1937: Der Schimmelkrieg in der Holledau
- 1937: Der Biberpelz
- 1937: Das Geheimnis um Betty Bonn
- 1938: Kleines Bezirksgericht
- 1939: Drei Väter um Anna
- 1940: Bal paré
- 1940: Aus erster Ehe
- 1940: Die unvollkommene Liebe
- 1941: Blutsbrüderschaft
- 1943: Die unheimliche Wandlung des Alex Roscher